# Thonnance-lès-Joinville
Thonnance-lès-Joinville est une commune française située dans le département de la Haute-Marne, en région Grand Est.

## Géographie

### Localisation
Le village est situé à un kilomètre au nord-est de Joinville, sur la rive opposée, entre les collines de Murmont et de La Perche.

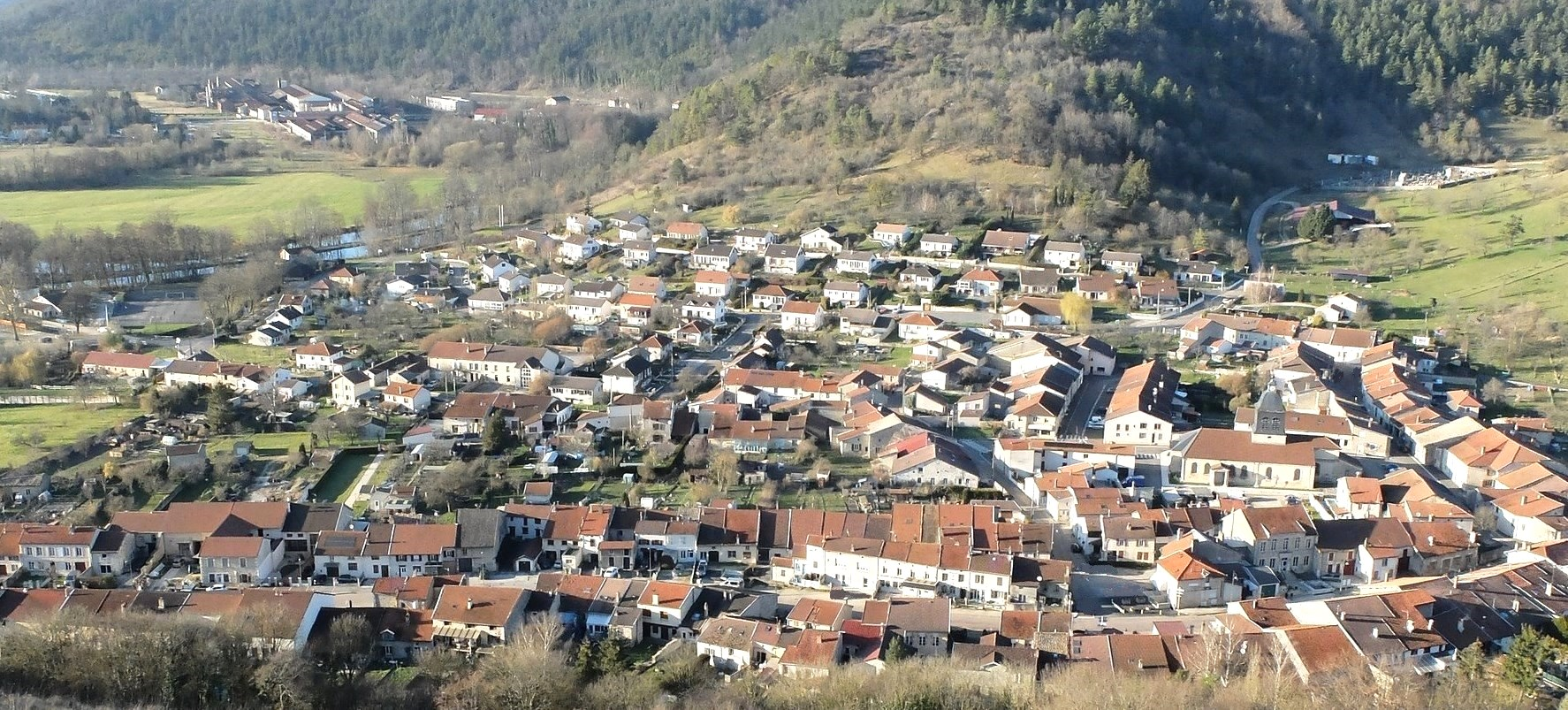
Vue générale

| Autigny-le-Grand | Osne-le-Val             |                         |
| Vecqueville      | Thonnance-lès-Joinville | Montreuil-sur-Thonnance |
| Joinville        | Suzannecourt            | Poissons                |

### Voies de communication et transports
La localité est traversée par l'ancienne route nationale 427.

### Hydrographie
La commune est dans la région hydrographique « la Seine de sa source au confluent de l'Oise (exclu) » au sein du bassin Seine-Normandie. Elle est drainée par le canal de la Marne a la Saone, la Marne, le Rongeant et divers autres petits cours d'eau,.
Le canal de la Marne à la Saône est un canal à bief de partage au gabarit Freycinet, d'une longueur de 160 km reliant les vallées de la Marne et de la Saône, géré par les Voies navigables de France. 
La Marne  prend sa source sur le plateau de Langres, dans la commune de Saints-Geosmes (Haute-Marne) et se jette dans la Seine entre Charenton-le-Pont et Alfortville (Val-de-Marne) dans le quartier de Conflans-l'Archevêque. 
Le Rongeant, d'une longueur de 19 km, prend sa source dans la commune de Thonnance-les-Moulins et se jette  dans la Marne sur la commune, après avoir traversé six communes. Les caractéristiques hydrologiques du Rongeant sont données par la station hydrologique située sur la commune de Suzannecourt. Le débit moyen mensuel est de 2,19 m3/s. Le débit moyen journalier maximum est de 18,7 m3/s, atteint lors de la crue du 22 janvier 2018. Le débit instantané maximal est quant à lui de 21 m3/s, atteint le même jour.

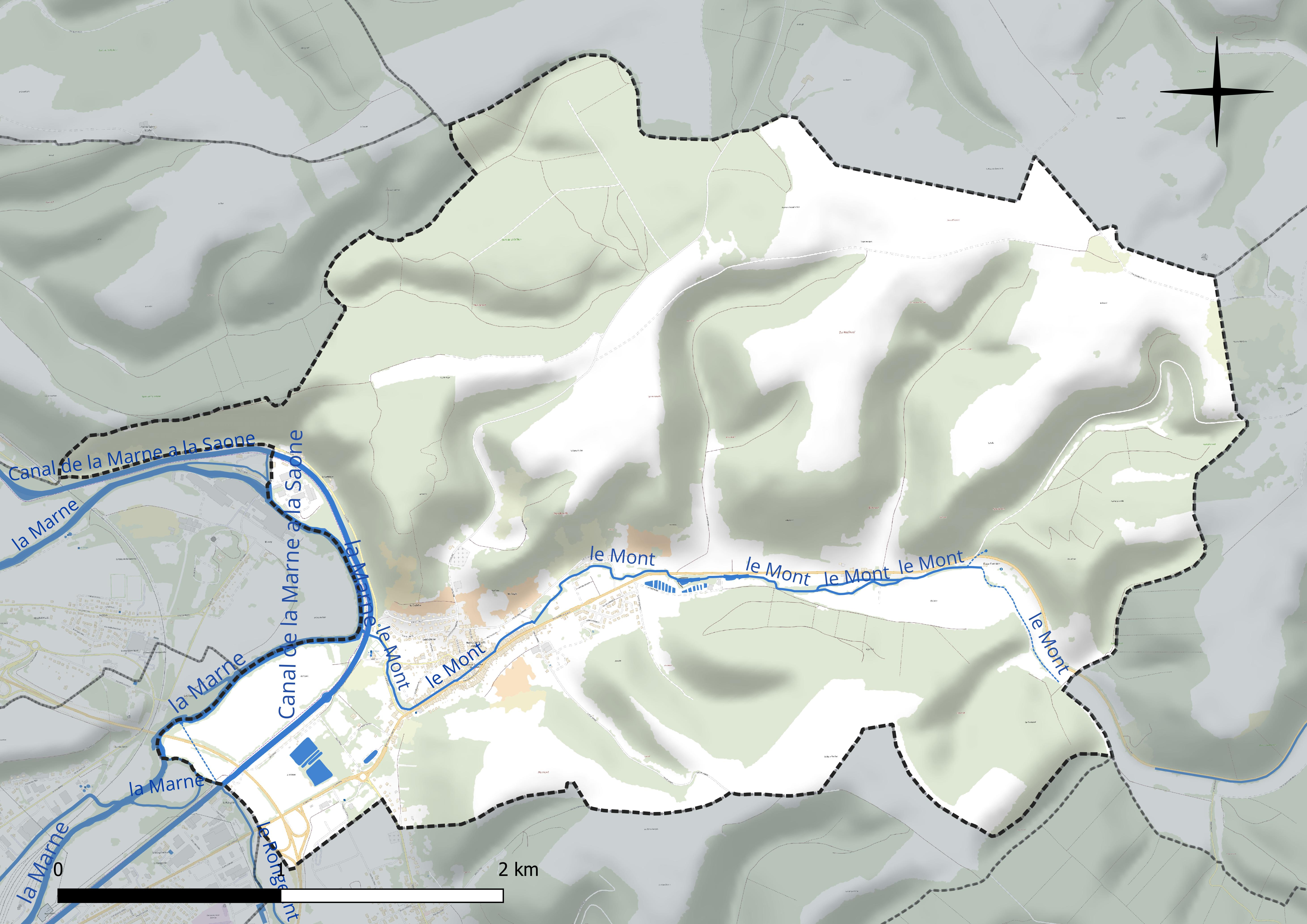
Réseau hydrographique de Thonnance-lès-Joinville.

### Climat
Pour des articles plus généraux, voir Climat du Grand Est et Climat de la Haute-Marne.
En 2010, le climat de la commune est de type climat de montagne, selon une étude du Centre national de la recherche scientifique s'appuyant sur une série de données couvrant la période 1971-2000. En 2020, Météo-France publie une typologie des climats de la France métropolitaine dans laquelle la commune est exposée à un climat océanique altéré et est dans la région climatique  Lorraine, plateau de Langres, Morvan, caractérisée par un hiver rude (1,5 °C), des vents modérés et des brouillards fréquents en automne et hiver. 
Pour la période 1971-2000, la température annuelle moyenne est de 10,2 °C, avec une amplitude thermique annuelle de 16 °C. Le cumul annuel moyen de précipitations est de 1 040 mm, avec 13,4 jours de précipitations en janvier et 9,7 jours en juillet. Pour la période 1991-2020, la température moyenne annuelle observée sur la station météorologique de Météo-France la plus proche, « Chevillon_sapc », sur la commune de Chevillon à 9 km à vol d'oiseau, est de 11,1 °C et le cumul annuel moyen de précipitations est de 982,1 mm. 
La température maximale relevée sur cette station est de 40,6 °C, atteinte le 25 juillet 2019 ; la température minimale est de −17,4 °C, atteinte le 20 décembre 2009,,. 
Les paramètres climatiques de la commune ont été estimés pour le milieu du siècle (2041-2070) selon différents scénarios d'émission de gaz à effet de serre à partir des nouvelles projections climatiques de référence DRIAS-2020. Ils sont consultables sur un site dédié publié par Météo-France en novembre 2022.

## Urbanisme

### Typologie
Au 1er janvier 2024, Thonnance-lès-Joinville est catégorisée bourg rural, selon la nouvelle grille communale de densité à sept niveaux définie par l'Insee en 2022.
Elle appartient à l'unité urbaine de Joinville, une agglomération intra-départementale regroupant cinq  communes, dont elle est une commune de la banlieue,,. Par ailleurs la commune fait partie de l'aire d'attraction de Joinville, dont elle est une commune du pôle principal,. Cette aire, qui regroupe 31 communes, est catégorisée dans les aires de moins de 50 000 habitants,.

### Occupation des sols
L'occupation des sols de la commune, telle qu'elle ressort de la base de données européenne d’occupation biophysique des sols Corine Land Cover (CLC), est marquée par l'importance des forêts et milieux semi-naturels (58,1 % en 2018), une proportion identique à celle de 1990 (58,1 %). La répartition détaillée en 2018 est la suivante : 
forêts (48,2 %), terres arables (22,4 %), prairies (14,2 %), milieux à végétation arbustive et/ou herbacée (9,9 %), zones urbanisées (4,4 %), zones industrielles ou commerciales et réseaux de communication (0,9 %). L'évolution de l’occupation des sols de la commune et de ses infrastructures peut être observée sur les différentes représentations cartographiques du territoire : la carte de Cassini (XVIIIe siècle), la carte d'état-major (1820-1866) et les cartes ou photos aériennes de l'IGN pour la période actuelle (1950 à aujourd'hui).

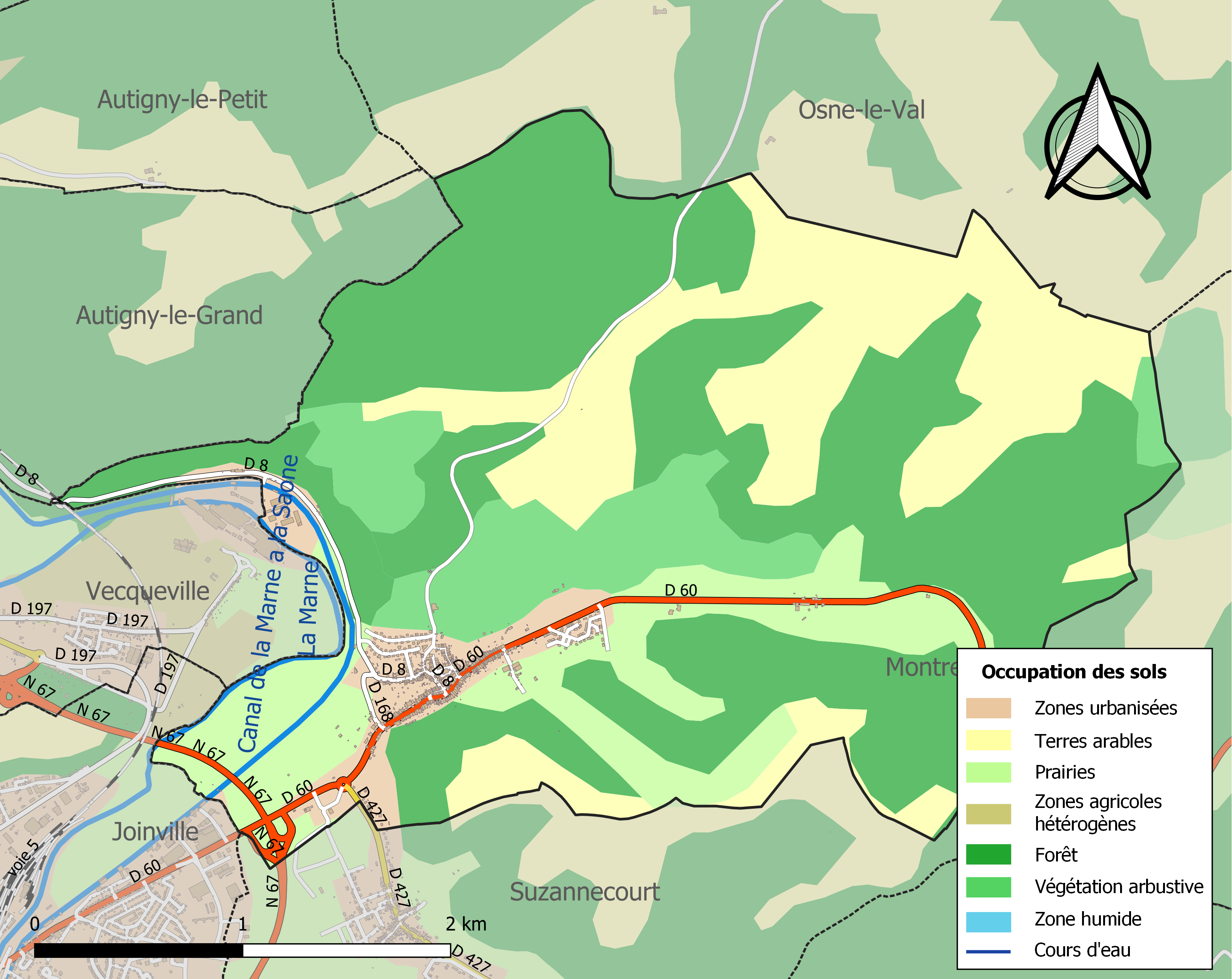
Carte des infrastructures et de l'occupation des sols de la commune en 2018 (CLC).

## Toponymie
Tout le monde n'est pas d'accord sur l'origine du nom de Thonnance, en voici la version la plus connue. Le premier nom de Thonnance fut Vellicitas, des mots Véllicata Civitas pour sa position entre les collines. Un préfet du Prétoire des Gaules y séjourna, c'était sous le règne de l'empereur Honorius (395 – 423), il y avait sa résidence et changea le nom de Véllici en Tonancia. C'est dans un cartulaire du chantre Warin en 863 que l'on trouve Tonancia, puis en 1265 c'est Thonnacia, 1322 Thonance, 1344 Thonnanse, 1763 Thonnance lès Joinville et au XVIIIe siècle, Thonnance sous Joinville est relevé sur une carte de Cassini.

## Histoire
Thonnance possédait une maison religieuse, elle appartenait aux abbayes de Joinville et de Vaux en Barrois. Cette maison fut décimée par la peste en 1636. Les malades étaient relégués dans un bois, le bois des Loges, nom des petites maisons construites en ce lieu pour héberger les malades.
Quelques dates : 863 premier nom de Thonnance ; 1360 pillage du village ; 1402, derniers descendants de la maison de Joinville habitaient encore un petit château construit au nord du village ; 1538 fin du servage ; 1544 pillages et incendies par Charles Quint ; 1636, la peste décime le village ; 1653, nouveaux incendies et pillages ; 1756, les terrains et les récoltes sont ravagés par la grêle ; 1663, le village est inondé ; 1782 la nef de l'église s'écroule ; 1786, c'est au tour du chœur de s'écrouler ; 1804, c'est presque la famine.

## Politique et administration

### Liste des maires
| Période                                  | Période   | Identité          | Étiquette | Qualité |
| ---------------------------------------- | --------- | ----------------- | --------- | ------- |
| Les données manquantes sont à compléter. |           |                   |           |         |
| août 1971                                | mars 1983 | Georges Rousselle |           |         |
| mars 1983                                | mars 2001 | Francis Lecomte   |           |         |
| mars 2001                                | mars 2008 | Jean-Pierre Louis |           |         |
| mars 2008                                | juin 2020 | Simone Martin     | DVD       |         |
| juin 2020                                | En cours  | Alain Malingrey   |           |         |

## Population et société

### Démographie
L'évolution du nombre d'habitants est connue à travers les recensements de la population effectués dans la commune depuis 1793. Pour les communes de moins de 10 000 habitants, une enquête de recensement portant sur toute la population est réalisée tous les cinq ans, les populations de référence des années intermédiaires étant quant à elles estimées par interpolation ou extrapolation. Pour la commune, le premier recensement exhaustif entrant dans le cadre du nouveau dispositif a été réalisé en 2007.

En 2022, la commune comptait 703 habitants, en évolution de −6,02 % par rapport à 2016 (Haute-Marne : −4,62 %, France hors Mayotte : +2,11 %).
| 1793 | 1800  | 1806  | 1821  | 1831  | 1836  | 1841  | 1846  | 1851  |
| ---- | ----- | ----- | ----- | ----- | ----- | ----- | ----- | ----- |
| 978  | 1 044 | 1 085 | 1 121 | 1 190 | 1 244 | 1 215 | 1 264 | 1 260 |

| 1856  | 1861  | 1866  | 1872  | 1876  | 1881  | 1886  | 1891  | 1896  |
| ----- | ----- | ----- | ----- | ----- | ----- | ----- | ----- | ----- |
| 1 140 | 1 265 | 1 245 | 1 232 | 1 288 | 1 179 | 1 241 | 1 235 | 1 120 |

| 1901  | 1906  | 1911  | 1921  | 1926  | 1931  | 1936  | 1946  | 1954  |
| ----- | ----- | ----- | ----- | ----- | ----- | ----- | ----- | ----- |
| 1 200 | 1 202 | 1 200 | 1 096 | 1 185 | 1 096 | 1 010 | 1 041 | 1 019 |

| 1962  | 1968 | 1975 | 1982 | 1990 | 1999 | 2006 | 2007 | 2012 |
| ----- | ---- | ---- | ---- | ---- | ---- | ---- | ---- | ---- |
| 1 004 | 949  | 862  | 865  | 922  | 858  | 831  | 827  | 807  |

| 2017 | 2022 | - | - | - | - | - | - | - |
| ---- | ---- | - | - | - | - | - | - | - |
| 717  | 703  | - | - | - | - | - | - | - |

### Manifestations culturelles et festivités
- La plume verte, festival de théâtre depuis 1991.

Chaque année en novembre et ce pendant sept soirées, la salle des fêtes du village accueille un festival de théâtre. Compagnies amateurs et professionnelles viennent se produire sur la scène.

## Économie
Installée sur la commune, une astaciculture, élevage pilote européen, produit des écrevisses à pattes rouges, espèce autochtone françaises, en voie de disparition.

## Culture locale et patrimoine

### Lieux et monuments

#### Église Saint-Didier
L'église actuelle est édifiée au cours de la seconde moitié du XVIIIe siècle. Sa nef, sans transept, comporte trois vaisseaux. Son clocher, bâti sur la nef, vers le milieu de l'édifice est couvert par un dôme à l'impériale. Un péristyle à quatre colonnes est placé en avant de son porche.
Plusieurs éléments de l'église Saint-Didier sont classés MH au titre d'objet :
- Sur l'orgue attribué au facteur J.B. Gavot  (1835 – 1840) les éléments de la partie instrumentale : grand abrégé, partie de la registration, sommier, soufflerie, 7 jeux[25] ;
- La chaire à prêcher, en bois taillé, de style Louis XIV (datée de la fin du XVIIe siècle)[26] ;
- La dalle funéraire d'une dame, pierre gravée avec armoiries, du XVIe siècle[27] ;
- Plusieurs statues en pierre : un Saint-Joseph peint du XVIIe siècle[28], une Sainte-Barbe peinte du XVIe siècle[29], un Christ aux liens du XVIe siècle[30], une Vierge à l'enfant peinte du XVIIe siècle[31], un Saint-Vincent peint du XVIe siècle[32] ;
- Plusieurs statues en bois : une Sainte-Catherine peinte du XVIIe siècle[33], une Sainte-Anne et la Vierge en bois polychrome doré du XVIIIe siècle[34], un Christ en croix taillé et peint du XVIIIe siècle[35] et une statuette de Vierge de l'Assomption servant de bâton de procession en bois taillé, peint et doré, du XVIIIe siècle[36].

#### Les jardins de Mon Moulin
D'inspiration anglaise, Ils comprennent une roseraie, un jardin aquatique,  un jardin de fleurs blanches, un jardin médiéval et un jardin de graminées.  Plus de 4 000 plantes vivaces, rosiers, hortensias, pivoines, arbres et arbustes y sont présentés sur plus de 12 000 m2. Cet ensemble, conçu de toutes pièces en 1999 et amélioré depuis, sur le site d’un ancien moulin du XVIe siècle, est labellisé jardin remarquable par le ministère de la Culture et de la Communication. Nocturne en musique et Grande Fête des cucurbitacées, du goût et des produits du terroir sont organisées en ce lieu[réf. souhaitée].

### Personnalités liées à la commune
- Jean-Pierre-Victor André, industriel précurseur de la fonderie d'art.

### Armoiries
Le 20 octobre 1806, le conseil de Thonnance décide de changer les armes de la commune, les anciennes n’ont jamais été retrouvée, il n’est pas possible aujourd’hui de les connaître.
An XII, extrait de la délibération pour la création d’un blason.

« … que pour le blason de l'écu, qui sera un champ d'azur chargé d'un V d'argent et un T d'or entrelassés, lettres initiales de l'ancien et du nouveau nom de la commune, accompagnés de trois abeilles d'argent, un en chef, et deux en abîmes, l'écu entouré d'un pampre de vigne sur lequel, et en haut de l'écu, paroîtra un écriteau portant pour devise ces mots : DURO ASSUISCE LABORI afin de perpétuer parmi les habitants dudit Thonnance, l'amour excessif du travail qui les a toujours caractérisé d’une manière particulière et pour légende, on lira autour de l’écu, Thonnance Vellicité ou les Joinville au choix de Monsieur le Préfet, Haute–Marne… »

— Sources : Archives Municipales non classées

Ce texte, découvert en 1983, a donné l'occasion à la municipalité de l'époque, dirigée par Monsieur Francis Lecomte, de ressortir de l'oubli ce blason qui, depuis, orne le papier à lettres de la mairie bien qu'il ne respecte pas à la lettre le papier (le blason et le blasonnement ne correspondent pas).